# Gens Cúrcia
|  | Per altres significats, vegeu Curtia i Curtius |

La gens Cúrcia (en llatí: Curtia gens) va ser una gens romana d'origen patrici. La família afirmava que descendia de Meti Curci, un heroi sabí semillegendari que va viure en temps de Ròmul i que va participar del bàndol sabí en l'episodi llegendari del rapte de les sabines. Era l'heroi epònim del Llac Curci, pel fet que el va ocupar durant aquest combat.
Tot i ser una família antiga i patrícia, un sol membre va arribar a la magistratura de cònsol: Gai Curci Filó, l'any 445 aC, quan aquesta magistratura no era accessible encara als plebeus.
Van utilitzar els cognoms Filó, Peduceà, i Pòstum o Postumi.

## Personatges
- Meti Curci, heroi llegendari sabí i fundador de la gens.
- Gai Curci Filó, cònsol el 445 aC.
- Gai Curci Peduceà, pretor el 50 aC.
- Un tal Curci, cavaller romà proscrit per Sul·la.
- Gai Curci, amic de Ciceró.
- Marc Curci Pòstum, militar romà de partit de Cèsar.
- Publi Curci, militar romà executat per ordre de Pompeu el Jove acusat de formar una aliança amb els ibers.
- Quint Curci, acusador de Gai Memmi Gemel.
- Curci Àtic, company de l'emperador Tiberi.
- Curci Llop, qüestor el 24 dC.
- Curci Montà, senador romà acusat de conspirar contra Neró i exiliat.
- Quint Curci Rufus, cònsol romà el 43 dC.
- Quint Curci Rufus, historiador romà i probablement fill de l'anterior.